# Olympische Geschichte der Tschechoslowakei
Die olympische Geschichte der Tschechoslowakei begann während der VII. Olympiade bei den Olympischen Sommerspielen 1920 in Antwerpen (Belgien), bei der die Tschechoslowakei zwei Bronzemedaillen gewann. Tschechoslowakische Sportler traten zuvor unter der Flagge Böhmens an. Das Nationale Olympische Komitee war das Československý Olympijský Výbor.
Die Tschechoslowakei nahm an 32 Olympischen Spielen teil, die in 20 verschiedenen Ländern ausgetragen wurden – von 1920 bis 1992 bei jeder Austragung mit Ausnahme von 1984 (Boykott der Olympischen Sommerspiele). 2093 tschechoslowakische Sportler (1726 Männer und 367 Frauen) traten in 332 Bewerben in 40 Sportarten an.
Der jüngste Sportler war Ondrej Nepela (13 Jahre, Olympische Winterspiele 1964), der älteste František Sembera (56 Jahre, Olympische Winterspiele 1960). Die erfolgreichste Sportlerin war Věra Čáslavská mit elf gewonnenen Medaillen.

## Austragungen
Weder die Tschechoslowakei noch die Nachfolgestaaten Slowakei und Tschechische Republik trugen bis dato Olympische Spiele aus.

## Medaillengewinner
| Olympische Medaillengewinner aus der Tschechoslowakei |      |        |        |
| Bewerb                                                | Gold | Silber | Bronze |
| Olympische Sommerspiele                               | 49   | 49     | 45     |
| Olympische Winterspiele                               | 02   | 08     | 15     |
| Sommer-Paralympics                                    | 0–   | 0–     | 0–     |
| Winter-Paralympics                                    | 03   | 05     | 02     |
| Gesamt                                                | 54   | 62     | 62     |

Die Tschechoslowakei gewann bei den Olympischen Sommerspielen 1964 und 1980 mit 14 bzw. bei den Olympischen Winterspielen 1984 mit sechs die meisten Medaillen. Bei den Olympischen Sommerspielen 1952 erreichte die Tschechoslowakei den sechsten Rang sowie bei den Olympischen Winterspielen 1928 den achten Rang der teilnehmenden Nationen.
Gesamt nimmt die Tschechoslowakei – gemessen an der Anzahl der Medaillen – bei Olympischen Sommerspielen den 26. Rang und bei Olympischen Winterspielen den 23. Rang ein.

## Olympiasieger
Folgende Sportler und Sportlerinnen gewannen eine Goldmedaille bei Olympischen Spielen:

### Männer
| Jahr                         | Sportler | Sportart                                                     |
| ---------------------------- | --- | ------------------------------------------------------------ |
| Olympische Sommerspiele 1924 | Bedřich Šupčík | Turnen, Tauhangeln                                           |
| Olympische Sommerspiele 1928 | František Ventura | Reiten, Einzel-Springreiten                                  |
| Olympische Sommerspiele 1928 | Ladislav Vácha | Turnen, Barren                                               |
| Olympische Sommerspiele 1932 | Jaroslav Skobla | Gewichtheben, Schwergewicht (über 82,5 kg)                   |
| Olympische Sommerspiele 1936 | Jan Brzák-Felix, Vladimír Syrovátka | Kanu, Zweier-Canadier 1000 m                                 |
| Olympische Sommerspiele 1936 | Václav Mottl, Zdeněk Škrland | Kanu, Zweier-Canadier 10.000 m                               |
| Olympische Sommerspiele 1936 | Alois Hudec | Turnen, Ringe                                                |
| Olympische Sommerspiele 1948 | Emil Zátopek | Leichtathletik, 10.000 m                                     |
| Olympische Sommerspiele 1948 | Július Torma | Boxen, Weltergewicht (bis 66,7 kg)                           |
| Olympische Sommerspiele 1948 | Josef Holeček | Kanu, Einer-Canadier 1000 m                                  |
| Olympische Sommerspiele 1948 | František Čapek | Kanu, Einer-Canadier 10.000 m                                |
| Olympische Sommerspiele 1948 | Jan Brzák-Felix, Bohumil Kudrna | Kanu, Zweier-Canadier 1000 m                                 |
| Olympische Sommerspiele 1952 | Emil Zátopek | Leichtathletik, 5000 m                                       |
| Olympische Sommerspiele 1952 | Emil Zátopek | Leichtathletik, 5000 m                                       |
| Olympische Sommerspiele 1952 | Emil Zátopek | Leichtathletik, Marathon                                     |
| Olympische Sommerspiele 1952 | Ján Zachara | Boxen, Federgewicht (bis 57 kg)                              |
| Olympische Sommerspiele 1952 | Josef Holeček | Kanu, Einer-Canadier 1000 m                                  |
| Olympische Sommerspiele 1952 | Tschechoslowakische Rudernationalmannschaft (Karel Mejta senior, Jiří Havlis, Jan Jindra, Stanislav Lusk, Miroslav Koranda) | Rudern, Vierer mit Steuermann                                |
| Olympische Sommerspiele 1960 | Bohumil Němeček | Boxen, Halbweltergewicht (bis 63,5 kg)                       |
| Olympische Sommerspiele 1960 | Václav Kozák, Pavel Schmidt | Rudern, Doppelzweier                                         |
| Olympische Sommerspiele 1964 | Jiří Daler | Radsport, 4000 m Einerverfolgung                             |
| Olympische Sommerspiele 1968 | Jiří Raška | Ski Nordisch, Skispringen (Normalschanze)                    |
| Olympische Sommerspiele 1964 | Hans Zdražila | Gewichtheben, Mittelgewicht (bis 75 kg)                      |
| Olympische Sommerspiele 1972 | Ludvík Daněk | Leichtathletik, Diskuswurf                                   |
| Olympische Sommerspiele 1972 | Vítězslav Mácha | Ringen, Griechisch-römischer Stil, Weltergewicht (bis 74 kg) |
| Olympische Sommerspiele 1972 | Ondrej Nepela | Eiskunstlauf, Normalschanze                                  |
| Olympische Sommerspiele 1976 | Anton Tkáč | Radsport, Bahn, Sprint                                       |
| Olympische Sommerspiele 1980 | Ota Zaremba | Gewichtheben, Schwergewicht (bis 100 kg)                     |
| Olympische Sommerspiele 1980 | Tschechoslowakische Fußballnationalmannschaft (Stanislav Seman, Luděk Macela, Josef Mazura, Libor Radimec, Zdeněk Rygel, Petr Němec, Ladislav Vízek, Jan Berger senior, Jindřich Svoboda, Lubomír Pokluda, Verner Lička, Rostislav Václavíček, Jaroslav Netolička, Oldřich Rott, František Štambacher, František Kunzo) | Fußball                                                      |
| Olympische Sommerspiele 1988 | Miloslav Mečíř | Tennis, Einzel                                               |
| Olympische Sommerspiele 1988 | Jozef Pribilinec | Leichtathletik, 20 km Gehen                                  |
| Olympische Sommerspiele 1988 | Miroslav Varga | Schießen, Kleinkaliber liegend                               |
| Olympische Sommerspiele 1992 | Jan Železný | Leichtathletik, Speerwurf                                    |
| Olympische Sommerspiele 1992 | Robert Změlík | Leichtathletik, Zehnkampf                                    |
| Olympische Sommerspiele 1992 | Lukáš Pollert | Kanu, Einer-Canadier                                         |
| Olympische Sommerspiele 1992 | Petr Hrdlička | Schießen, Trap                                               |

### Frauen
| Jahr                         | Sportlerin | Sportart                     |
| ---------------------------- | --- | ---------------------------- |
| Olympische Sommerspiele 1948 | Tschechoslowakische Turnnationalmannschaft (Zdeňka Honsová, Marie Kovářová, Miloslava Misáková, Milena Müllerová, Věra Růžičková, Olga Šilhánová, Božena Srncová, Zdeňka Veřmířovská) | Turnen, Mannschaftsmehrkampf |
| Olympische Sommerspiele 1952 | Dana Zátopková | Leichtathletik, Speerwurf    |
| Olympische Sommerspiele 1956 | Olga Fikotová | Leichtathletik, Diskuswurf   |
| Olympische Sommerspiele 1960 | Eva Bosáková | Turnen, Schwebebalken        |
| Olympische Sommerspiele 1964 | Věra Čáslavská | Turnen, Einzelmehrkampf      |
| Olympische Sommerspiele 1964 | Věra Čáslavská | Turnen, Pferdsprung          |
| Olympische Sommerspiele 1964 | Věra Čáslavská | Turnen, Schwebebalken        |
| Olympische Sommerspiele 1968 | Milena Rezková | Leichtathletik, Hochsprung   |
| Olympische Sommerspiele 1968 | Milena Duchková | Wasserspringen, Turmspringen |
| Olympische Sommerspiele 1968 | Věra Čáslavská | Turnen, Einzelmehrkampf      |
| Olympische Sommerspiele 1968 | Věra Čáslavská | Turnen, Bodenturnen          |
| Olympische Sommerspiele 1968 | Věra Čáslavská | Turnen, Pferdsprung          |
| Olympische Sommerspiele 1968 | Věra Čáslavská | Turnen, Stufenbarren         |

#### Mixed
| Jahr                         | Sportler      | Sportart                       |
| ---------------------------- | ------------- | ------------------------------ |
| Olympische Sommerspiele 1968 | Jan Kůrka     | Schießen, Kleinkaliber liegend |
| Olympische Sommerspiele 1976 | Josef Panáček | Schießen, Skeet                |